# 韦斯蒂涅
韦斯蒂涅（義大利語：Vestignè），是意大利皮埃蒙特大区都靈廣域市的一个市镇。总面积12平方公里，人口847人，人口密度70.6人/平方公里（2009年）。ISTAT代码为001295。